# 114
114（百十四、ひゃくじゅうよん）は自然数、また整数において、113の次で115の前の数である。

## 性質
- 114は合成数であり、正の約数は 1, 2, 3, 6, 19, 38, 57 と 114 である。
  - 約数の和は240。
    - 27番目の過剰数である。1つ前は112、次は120。
- 9番目の楔数である。1つ前は110、次は130。
  - 楔数がハーシャッド数になる6番目の数である。1つ前は 110、次は 190。
- 39番目のハーシャッド数である。1つ前は112、次は117。
  - 6を基とする5番目のハーシャッド数である。1つ前は60、次は132。
- 偶数では14番目のノントーティエント数である。1つ前は98、次は118。
- 1/114 = 0.0087719298245614035… (下線部は循環節でその長さは18)
  - 逆数が循環小数になる数で循環節が18になる6番目の数である。1つ前は95、次は133。
- 114 から 126 まではすべて合成数で、13個連続で合成数が続く。
  - 合成数の連続数がこれ以前の数を上回る数である。1つ前の7連続は90、次の17連続は524。(オンライン整数列大辞典の数列 A008950)
- 約数の和が114になる数は2個ある。(74, 113) 約数の和2個で表せる11番目の数である。1つ前は108、次は124。
- 各位の和が6になる9番目の数である。1つ前は105、次は123。
- 各位の立方和が66になる最小の数である。次は141。(オンライン整数列大辞典の数列 A055012)
  - 各位の立方和が n になる最小の数である。1つ前の65は14、次の67は1114。(オンライン整数列大辞典の数列 A165370)
- 各位の積が4になる5番目の数である。1つ前は41、次は122。(オンライン整数列大辞典の数列 A199987)
- 114 = 12 + 72 + 82 = 42 + 72 + 72 = 52 + 52 + 82
  - 3つの平方数の和3通りで表せる9番目の数である。1つ前は110、次は126。(オンライン整数列大辞典の数列 A025323)
  - 114 = 12 + 72 + 82
    - 異なる3つの平方数の和1通りで表せる34番目の数である。1つ前は113、次は115。(オンライン整数列大辞典の数列 A025339)
    - n = 2 のときの 1n + 7n + 8n の値とみたとき1つ前は16、次は856。(オンライン整数列大辞典の数列 A074523)
- 114 = 22 + 32 + 42 +62 + 72
  - n = 2 のときの 2n + 3n + 4n + 6n + 7n の値とみたとき1つ前は22、次は658。
  - 114 = (3+1/2)2 + (5+1/2)2 + (7+1/2)2 + (11+1/2)2 + (13+1/2)2
- n = 114 のとき n と n − 1 を並べた数を作ると素数になる。n と n − 1 を並べた数が素数になる15番目の数である。1つ前は112、次は124。(オンライン整数列大辞典の数列 A054211)
- 114 = 27 − 2 × 7
  - n = 7 のときの 2n − 2n の値とみたとき1つ前は52、次は240。(オンライン整数列大辞典の数列 A005803)

## その他 114 に関連すること
- 西暦114年
- 原子番号114の元素はフレロビウム (Fl) 。
- 年始から数えて114日目は4月24日、閏年は4月23日。
- 警察庁広域重要指定第114号事件はグリコ・森永事件である。
- NTT東西の話し中調べサービスは、局番なしの114である。
- ユーシーシー上島珈琲におけるコーヒーのブレンド番号。114を商品名として販売している。
- 百十四銀行:香川県高松市に本店を置く地方銀行。（かつての第百十四国立銀行）
- イスラム教の聖典『クルアーン』は114の章（スーラ）からなる。第114番目（最後）のスーラは人々である。
- グノーシス文書『トマスによる福音書』は114の語録からなる。
- 第114代ローマ教皇はロマヌス（在位：897年8月〜11月）である。